# 1232
- Wikisource

| Calendário gregoriano                                                        | 1232 MCCXXXII                                        |
| Ab urbe condita                                                              | 1985                                                 |
| Calendário arménio                                                           | 681 – 682                                            |
| Calendário bahá'í                                                            | -612 – -611                                          |
| Calendário budista                                                           | 1776                                                 |
| Calendário chinês                                                            | 3928 – 3929 Início a 24 de janeiro (aproximadamente) |
| Calendário copta                                                             | 948 – 949                                            |
| Calendário etíope                                                            | 1224 – 1225                                          |
| Calendários hindus - Vikram Samvat - Calendário nacional indiano - Cáli Iuga | 1287 – 1288 1153 – 1154 4332 – 4333                  |
| Calendário Holoceno                                                          | 11232                                                |
| Calendário islâmico                                                          | 629 – 630                                            |
| Calendário judaico                                                           | 4992 – 4993                                          |
| Calendário persa                                                             | 610 – 611                                            |
| Calendário rúnico                                                            | 1482                                                 |
| Calendário solar tailandês                                                   | 1775                                                 |

1232 (MCCXXXII, na numeração romana) foi um ano bissexto do século XIII do Calendário Juliano, da Era de Cristo, e as suas letras dominicais foram D e C (53 semanas), teve  início a uma quinta-feira e terminou a uma sexta-feira.
No reino de Portugal estava em vigor a Era de César que já contava 1270 anos.
| Ano completo                           |
| -------------------------------------- |
| Ano bissexto com início à quinta-feira |

## Eventos
- Tomada de Moura e Serpa pelos Portugueses.
- 30 de maio - Santo António é canonizado menos de um ano depois da sua morte - a canonização mais rápida de sempre da história da Igreja Católica.

## Nascimentos
- Arnolfo di Cambio, arquiteto italiano (m. 1310).
- Manfredo da Sicília.